# .sj
.sj е интернет домейн от първо ниво (country code top-level domain – ccTLD) на островите Свалбард и Ян Майен. Домейнът, създаден от „UNINETT Norid“ не се използва, а вместо това в Свалбард се използва основно .no или .com, а в Ян Майен не се използва собствен домейн.
Договорът от Свалбард предоставя на Норвегия пълен суверенитет на Свалбард.